# Saison 1997-1998 de la LAH
Saison précédente Saison suivante
La saison 1997-1998 de la Ligue américaine de hockey est la 62e saison de la ligue au cours de laquelle dix-huit équipes jouent chacune 80 matchs de saison régulière. Les Phantoms de Philadelphie remportent la coupe Calder.

## Contexte de la saison

### Réorganisation
La LAH réorganise les équipes au sein des divisions et la division Canadienne redevient la division Atlantique après une seule saison sous ce nom. L'association du Nord devient l'association de l'Est et l'association du Sud devient celle de l'Ouest.

### Changements de franchises
- Les Rangers de Binghamton déménagent à Hartford, deviennent le Wolf Pack de Hartford et passent dans la division Nouvelle-Angleterre.
- Les Monarchs de la Caroline s'installent à New Haven, sont renommés en Beast de New Haven et migrent dans la division Nouvelle-Angleterre.
- Les Bandits de Baltimore déménagent à Cincinnati et prennent le nom de Mighty Ducks de Cincinnati.
- Les Pirates de Portland passent de la division Nouvelle-Angleterre à la division Atlantique.
- Les Bulldogs de Hamilton passent de la divisions Canadienne à la division Empire.

### Nouveaux trophées
Deux nouveaux trophées font leur apparition :
- Le trophée Macgregor-Kilpatrick récompense la meilleure équipe de la saison régulière.
- Le trophée Yanick-Dupré est attribué au joueur s'étant impliqué le plus dans sa communauté.

## Saison régulière

### Classement

#### Association de l'Est
| Clt   | Équipe                    | PJ | V  | D  | N  | DP | BP  | BC  | Pts |
| ----- | ------------------------- | -- | -- | -- | -- | -- | --- | --- | --- |
| +001, | Flames de Saint-Jean      | 80 | 43 | 24 | 13 | 0  | 231 | 201 | 99  |
| +002, | Canadiens de Fredericton  | 80 | 33 | 32 | 10 | 5  | 245 | 244 | 81  |
| +003, | Pirates de Portland       | 80 | 33 | 33 | 12 | 2  | 241 | 247 | 80  |
| +004, | Maple Leafs de Saint-Jean | 80 | 25 | 32 | 18 | 5  | 233 | 254 | 73  |

| Clt   | Équipe                 | PJ | V  | D  | N  | DP | BP  | BC  | Pts |
| ----- | ---------------------- | -- | -- | -- | -- | -- | --- | --- | --- |
| +001, | Falcons de Springfield | 80 | 45 | 26 | 7  | 2  | 278 | 248 | 99  |
| +002, | Wolf Pack de Hartford  | 80 | 43 | 24 | 12 | 1  | 272 | 227 | 99  |
| +003, | Beast de New Haven     | 80 | 38 | 33 | 7  | 2  | 256 | 239 | 85  |
| +004, | IceCats de Worcester   | 80 | 34 | 31 | 9  | 6  | 267 | 268 | 83  |
| +005, | Bruins de Providence   | 80 | 19 | 49 | 7  | 5  | 211 | 301 | 50  |

- En gras : qualifiés pour les séries

#### Association de l'Ouest
| Clt   | Équipe                    | PJ | V  | D  | N  | DP | BP  | BC  | Pts |
| ----- | ------------------------- | -- | -- | -- | -- | -- | --- | --- | --- |
| +001, | River Rats d'Albany       | 80 | 43 | 20 | 11 | 6  | 290 | 223 | 103 |
| +002, | Bulldogs de Hamilton      | 80 | 36 | 22 | 17 | 5  | 264 | 242 | 94  |
| +003, | Crunch de Syracuse        | 80 | 35 | 32 | 11 | 2  | 272 | 285 | 83  |
| +004, | Red Wings de l'Adirondack | 80 | 31 | 37 | 9  | 3  | 245 | 275 | 74  |
| +005, | Americans de Rochester    | 80 | 30 | 38 | 12 | 0  | 238 | 260 | 72  |

| Clt   | Équipe                     | PJ | V  | D  | N  | DP | BP  | BC  | Pts |
| ----- | -------------------------- | -- | -- | -- | -- | -- | --- | --- | --- |
| +001, | Phantoms de Philadelphie   | 80 | 47 | 21 | 10 | 2  | 314 | 249 | 106 |
| +002, | Bears de Hershey           | 80 | 36 | 31 | 7  | 6  | 238 | 235 | 85  |
| +003, | Thoroughblades du Kentucky | 80 | 29 | 39 | 9  | 3  | 241 | 278 | 70  |
| +004, | Mighty Ducks de Cincinnati | 80 | 23 | 37 | 13 | 7  | 243 | 303 | 66  |

- En italique : champion de la saison régulière
- En gras : qualifiés pour les séries

### Meilleurs pointeurs
| Joueur           | Équipe                     | PJ | B  | A  | Pts | Pun |
| ---------------- | -------------------------- | -- | -- | -- | --- | --- |
| Peter White      | Phantoms de Philadelphie   | 80 | 27 | 78 | 105 | 28  |
| Bob Wren         | Mighty Ducks de Cincinnati | 77 | 42 | 58 | 100 | 151 |
| Steve Guolla     | Thoroughblades du Kentucky | 69 | 37 | 63 | 100 | 45  |
| Stacy Roest      | Red Wings de l'Adirondack  | 80 | 34 | 58 | 92  | 30  |
| Daniel Brière    | Falcons de Springfield     | 68 | 36 | 56 | 92  | 42  |
| Craig Darby      | Phantoms de Philadelphie   | 77 | 42 | 45 | 87  | 34  |
| Craig Reichert   | Mighty Ducks de Cincinnati | 78 | 28 | 59 | 87  | 28  |
| Brendan Morrison | River Rats d'Albany        | 72 | 35 | 49 | 84  | 44  |
| Alexei Yegorov   | Thoroughblades du Kentucky | 79 | 32 | 52 | 84  | 56  |

## Match des étoiles
Le 11e Match des étoiles de la LAH a lieu le 11 février 1998 au Onondaga War Memorial à Syracuse. L'équipe du Canada bat l'équipe PlanetUSA sur le score de 11 buts à 10. Le concours d'habileté est remporté par l'équipe PlanetUSA sur le score de 13 à 8.

## Séries éliminatoires
- Les huit meilleures équipes de chaque association sont qualifiées.
- Les séries sont organisées sous forme d'arbre par association et par division. Une exception cependant : les cinq franchises de la division Empire étant qualifiées, l'équipe classée cinquième est reversée avec la division Mid-Atlantic.
- Les quarts-de-finale d'association se disputent au meilleur des cinq matchs. Les tours suivants se jouent au meilleur des sept matchs[5].

|  | Quarts-de-finale d'association | Quarts-de-finale d'association | Quarts-de-finale d'association | Quarts-de-finale d'association |     |              | Demi-finales d'association | Demi-finales d'association | Demi-finales d'association | Demi-finales d'association |  |  | Finales d'association | Finales d'association | Finales d'association | Finales d'association |  |  | Finale de la Coupe Calder | Finale de la Coupe Calder | Finale de la Coupe Calder | Finale de la Coupe Calder |
|  |                                |                                |                                |                                |     |              |                            |                            |                            |                            |  |  |                       |                       |                       |                       |  |  |                           |                           |                           |                           |
|  |                                |                                |                                |                                |     |              |                            |                            |                            |                            |  |  |                       |                       |                       |                       |  |  |                           |                           |                           |                           |
|  | A1                             | Saint-Jean                     | 3                              | 3                              |     |              |                            |                            |                            |                            |  |  |                       |                       |                       |                       |  |  |                           |                           |                           |                           |
|  | A1                             | Saint-Jean                     | 3                              | 3                              |     |              |                            |                            |                            |                            |  |  |                       |                       |                       |                       |  |  |                           |                           |                           |                           |
|  | A4                             | Saint-Jean de Terre-Neuve      | 1                              | 1                              |     |              |                            |                            |                            |                            |  |  |                       |                       |                       |                       |  |  |                           |                           |                           |                           |
|  | A4                             | Saint-Jean de Terre-Neuve      | 1                              | 1                              | A1  | Saint-Jean   | 4                          | 4                          |                            |                            |  |  |                       |                       |                       |                       |  |  |                           |                           |                           |                           |
|  |                                |                                |                                |                                | A1  | Saint-Jean   | 4                          | 4                          |                            |                            |  |  |                       |                       |                       |                       |  |  |                           |                           |                           |                           |
|  |                                |                                | A3                             | Portland                       | 2   | 2            |                            |                            |                            |                            |  |  |                       |                       |                       |                       |  |  |                           |                           |                           |                           |
|  | A3                             | Portland                       | A3                             | Portland                       | 2   | 2            | 3                          | 3                          |                            |                            |  |  |                       |                       |                       |                       |  |  |                           |                           |                           |                           |
|  | A3                             | Portland                       |                                |                                |     |              |                            | 3                          |                            |                            |  |  |                       |                       |                       |                       |  |  |                           |                           |                           |                           |
|  | A2                             | Fredericton                    | 1                              | 1                              |     |              |                            |                            |                            |                            |  |  |                       |                       |                       |                       |  |  |                           |                           |                           |                           |
|  | A2                             | Fredericton                    | 1                              | 1                              | A1  | Saint-Jean   | 4                          | 4                          |                            |                            |  |  |                       |                       |                       |                       |  |  |                           |                           |                           |                           |
|  |                                |                                |                                |                                | A1  | Saint-Jean   | 4                          | 4                          |                            |                            |  |  |                       |                       |                       |                       |  |  |                           |                           |                           |                           |
|  |                                |                                | NE2                            | Hartford                       | 1   | 1            |                            |                            |                            |                            |  |  |                       |                       |                       |                       |  |  |                           |                           |                           |                           |
|  | NE1                            | Springfield                    | NE2                            | Hartford                       | 1   | 1            | 1                          | 1                          |                            |                            |  |  |                       |                       |                       |                       |  |  |                           |                           |                           |                           |
|  | NE1                            | Springfield                    |                                |                                |     |              |                            | 1                          |                            |                            |  |  |                       |                       |                       |                       |  |  |                           |                           |                           |                           |
|  | NE4                            | Worcester                      | 3                              | 3                              |     |              |                            |                            |                            |                            |  |  |                       |                       |                       |                       |  |  |                           |                           |                           |                           |
|  | NE4                            | Worcester                      | 3                              | 3                              | NE4 | Worcester    | 3                          | 3                          |                            |                            |  |  |                       |                       |                       |                       |  |  |                           |                           |                           |                           |
|  |                                |                                |                                |                                | NE4 | Worcester    | 3                          | 3                          |                            |                            |  |  |                       |                       |                       |                       |  |  |                           |                           |                           |                           |
|  |                                |                                | NE2                            | Hartford                       | 4   | 4            |                            |                            |                            |                            |  |  |                       |                       |                       |                       |  |  |                           |                           |                           |                           |
|  | NE3                            | New Haven                      | NE2                            | Hartford                       | 4   | 4            | 0                          | 0                          |                            |                            |  |  |                       |                       |                       |                       |  |  |                           |                           |                           |                           |
|  | NE3                            | New Haven                      |                                |                                |     |              |                            | 0                          |                            |                            |  |  |                       |                       |                       |                       |  |  |                           |                           |                           |                           |
|  | NE2                            | Hartford                       | 3                              | 3                              |     |              |                            |                            |                            |                            |  |  |                       |                       |                       |                       |  |  |                           |                           |                           |                           |
|  | NE2                            | Hartford                       | 3                              | 3                              | A1  | Saint-Jean   | 2                          | 2                          |                            |                            |  |  |                       |                       |                       |                       |  |  |                           |                           |                           |                           |
|  |                                |                                |                                |                                | A1  | Saint-Jean   | 2                          | 2                          |                            |                            |  |  |                       |                       |                       |                       |  |  |                           |                           |                           |                           |
|  |                                |                                | MA1                            | Philadelphie                   | 4   | 4            |                            |                            |                            |                            |  |  |                       |                       |                       |                       |  |  |                           |                           |                           |                           |
|  | E1                             | Albany                         | MA1                            | Philadelphie                   | 4   | 4            | 3                          | 3                          |                            |                            |  |  |                       |                       |                       |                       |  |  |                           |                           |                           |                           |
|  | E1                             | Albany                         |                                |                                |     |              |                            | 3                          |                            |                            |  |  |                       |                       |                       |                       |  |  |                           |                           |                           |                           |
|  | E4                             | Adirondack                     | 0                              | 0                              |     |              |                            |                            |                            |                            |  |  |                       |                       |                       |                       |  |  |                           |                           |                           |                           |
|  | E4                             | Adirondack                     | 0                              | 0                              | E1  | Albany       | 4                          | 4                          |                            |                            |  |  |                       |                       |                       |                       |  |  |                           |                           |                           |                           |
|  |                                |                                |                                |                                | E1  | Albany       | 4                          | 4                          |                            |                            |  |  |                       |                       |                       |                       |  |  |                           |                           |                           |                           |
|  |                                |                                | E2                             | Hamilton                       | 0   | 0            |                            |                            |                            |                            |  |  |                       |                       |                       |                       |  |  |                           |                           |                           |                           |
|  | E3                             | Syracuse                       | E2                             | Hamilton                       | 0   | 0            | 2                          | 2                          |                            |                            |  |  |                       |                       |                       |                       |  |  |                           |                           |                           |                           |
|  | E3                             | Syracuse                       |                                |                                |     |              |                            | 2                          |                            |                            |  |  |                       |                       |                       |                       |  |  |                           |                           |                           |                           |
|  | E2                             | Hamilton                       | 3                              | 3                              |     |              |                            |                            |                            |                            |  |  |                       |                       |                       |                       |  |  |                           |                           |                           |                           |
|  | E2                             | Hamilton                       | 3                              | 3                              | E1  | Albany       | 2                          | 2                          |                            |                            |  |  |                       |                       |                       |                       |  |  |                           |                           |                           |                           |
|  |                                |                                |                                |                                | E1  | Albany       | 2                          | 2                          |                            |                            |  |  |                       |                       |                       |                       |  |  |                           |                           |                           |                           |
|  |                                |                                | MA1                            | Philadelphie                   | 4   | 4            |                            |                            |                            |                            |  |  |                       |                       |                       |                       |  |  |                           |                           |                           |                           |
|  | MA1                            | Philadelphie                   | MA1                            | Philadelphie                   | 4   | 4            | 3                          | 3                          |                            |                            |  |  |                       |                       |                       |                       |  |  |                           |                           |                           |                           |
|  | MA1                            | Philadelphie                   |                                |                                |     |              |                            | 3                          |                            |                            |  |  |                       |                       |                       |                       |  |  |                           |                           |                           |                           |
|  | E5                             | Rochester                      | 1                              | 1                              |     |              |                            |                            |                            |                            |  |  |                       |                       |                       |                       |  |  |                           |                           |                           |                           |
|  | E5                             | Rochester                      | 1                              | 1                              | MA1 | Philadelphie | 4                          | 4                          |                            |                            |  |  |                       |                       |                       |                       |  |  |                           |                           |                           |                           |
|  |                                |                                |                                |                                | MA1 | Philadelphie | 4                          | 4                          |                            |                            |  |  |                       |                       |                       |                       |  |  |                           |                           |                           |                           |
|  |                                |                                | MA2                            | Hershey                        | 0   | 0            |                            |                            |                            |                            |  |  |                       |                       |                       |                       |  |  |                           |                           |                           |                           |
|  | MA3                            | Kentucky                       | MA2                            | Hershey                        | 0   | 0            | 0                          | 0                          |                            |                            |  |  |                       |                       |                       |                       |  |  |                           |                           |                           |                           |
|  | MA3                            | Kentucky                       |                                |                                |     |              |                            | 0                          |                            |                            |  |  |                       |                       |                       |                       |  |  |                           |                           |                           |                           |
|  | MA2                            | Hershey                        | 3                              | 3                              |     |              |                            |                            |                            |                            |  |  |                       |                       |                       |                       |  |  |                           |                           |                           |                           |
|  | MA2                            | Hershey                        | 3                              | 3                              |     |              |                            |                            |                            |                            |  |  |                       |                       |                       |                       |  |  |                           |                           |                           |                           |
|  |                                |                                |                                |                                |     |              |                            |                            |                            |                            |  |  |                       |                       |                       |                       |  |  |                           |                           |                           |                           |

## Trophées

### Trophées collectifs
| Coupe Calder : Vainqueurs des séries                                       | Phantoms de Philadelphie |
| Trophée Richard-F.-Canning : Vainqueurs de l'association de l'Est          | Flames de Saint-Jean     |
| Trophée Robert-W.-Clarke : Vainqueurs de l'association de l'Ouest          | Phantoms de Philadelphie |
| Trophée Macgregor-Kilpatrick : Champions de la ligue                       | Phantoms de Philadelphie |
| Trophée Frank-Mathers : Champions de la division Mid-Atlantic              | Phantoms de Philadelphie |
| Trophée F.-G.-« Teddy »-Oke : Champions de la division Nouvelle Angleterre | Falcons de Springfield   |
| Trophée Sam-Pollock : Champions de la division Atlantique                  | Flames de Saint-Jean     |
| Trophée John-D.-Chick : Champions de la division Empire                    | River Rats d'Albany      |

### Trophées individuels
| Trophée Les-Cunningham : Meilleur joueur de la saison                                 | Steve Guolla (Thoroughblades du Kentucky)                   |
| Trophée John-B.-Sollenberger : Meilleur pointeur                                      | Peter White (Phantoms de Philadelphie)                      |
| Trophée Dudley-« Red »-Garrett : Meilleure recrue                                     | Daniel Brière (Falcons de Springfield)                      |
| Trophée Eddie-Shore : Meilleur défenseur de la saison                                 | Jamie Heward (Phantoms de Philadelphie)                     |
| Trophée Aldege-« Baz »-Bastien : Meilleur gardien                                     | Scott Langkow (Falcons de Springfield)                      |
| Trophée Harry-« Hap »-Holmes : Gardien(s) de l'équipe ayant encaissé le moins de buts | Jean-Sébastien Giguère et Tyler Moss (Flames de Saint-Jean) |
| Trophée Louis-A.-R.-Pieri : Meilleur entraîneur de la saison                          | Bill Stewart (Flames de Saint-Jean)                         |
| Trophée Fred-T.-Hunt : Joueur au meilleur esprit sportif'                             | Craig Charron (Americans de Rochester)                      |
| Trophée Yanick-Dupré : Joueur le plus impliqué dans sa communauté                     | John Jakopin (Beast de New Haven)                           |
| Trophée Jack-A.-Butterfield : Meilleur joueur des séries                              | Mike Maneluk (Phantoms de Philadelphie)                     |